# Riccardo di Clare, VI conte di Gloucester
Riccardo di Clare, VI conte di Gloucester (4 agosto 1222 – Kent, 14 luglio 1262), figlio di Gilberto di Clare, V conte di Gloucester e IV conte di Herford e di Isabella di Pembroke, grazie al secondo matrimonio della madre diverrà figliastro di Riccardo di Cornovaglia a sua volta fratello di re Enrico III d'Inghilterra. Divenne conte di Gloucester e conte di Hertford alla morte del padre avvenuta nel 1230.

## Biografia
Riccardo di Clare nacque nell'agosto del 1222. Quando era ancora un ragazzo, attorno al 1236 venne sposato a Margaret de Burgh, figlia di Hubert de Burgh, uno degli uomini più leali al vecchio re Giovanni d'Inghilterra. Il matrimonio fra i due giovani era comunque avvenuto senza la licenza del re e venne quindi ritenuto nullo nel 1237; la famiglia di Riccardo comunque pagò il sovrano perché riconoscesse le nozze, ma l'assenso reale giunse troppo tardi perché la giovane Margaret morì nello stesso anno.
Il 2 febbraio 1238 Riccardo si ammogliò per la seconda volta con Matilde de Lacy, figlia di John de Lacy e di Margherita di Quincy.
L'anno dopo si unì al re in una spedizione contro i gallesi e nel 1245 la seconda vedovanza della madre gli permise di entrare in possesso di terre e signorie in Irlanda, ereditando dalla potente famiglia dei Marshal.
Nel 1248 partì per un pellegrinaggio ritornando in tempo per festeggiare con grande fasto il Natale in una delle sue proprietà lungo il confine gallese. L'anno seguente un altro pellegrinaggio lo portò in Borgogna. Nel 1252 dovette soccorrere il fratello minore Guglielmo che in un torneo aveva perso armi e cavalli.
Nel 1252 si scontrò con il re rifiutandosi di seguirlo in Guascogna, tuttavia i rapporti fra Riccardo ed il sovrano dovevano essere tornati buoni nel 1255, quando venne mandato ad Edimburgo per appurare la veridicità di alcune voci che sostenevano che suo genero, Alessandro III di Scozia, allora bambino, fosse nelle mani di Giovanni di Scozia e dei suoi sodali: il re ordinò a Riccardo di portare Alessandro e sua moglie in Inghilterra. Il conte ed i suoi uomini vennero ricevuti al castello di Edimburgo e riuscirono a manovrare in modo da incontrarsi con la giovane Margherita che si lamentò di essere tenuta segregata insieme con il marito. Riccardo a quel punto unì i suoi uomini in modo da poter trattenere Robert de Roos, il nobile complice di Baliol, minacciandolo con la superiorità numerica dei suoi soldati. De Roos si arrese, ma i magnati scozzesi si indignarono sapendo che il loro castello era di fatto nelle mani degli inglesi e si proposero di conquistarlo, cambiando idea solo quando seppero che dentro c'erano anche il loro re con la moglie. Un mese dopo, in settembre, Alessandro III e la moglie raggiunsero Enrico III d'Inghilterra nel Northumberland.
Nel 1258 Riccardo e suo fratello Guglielmo vennero avvelenati da un attendente del conte, suo fratello morì mentre lui riuscì ad avere salva la vita.
Riccardo infatti morì improvvisamente il 14 luglio 1262 mentre si trovava nella casa di Pietro II di Savoia, forse sempre di veleno. Una messa solenne venne cantata a Canterbury per la sua morte ed il suo corpo venne poi sepolto a Tewksbury (Gloucestershire) accanto al padre con una seconda cerimonia funebre, celebrata da due vescovi e otto abati.
Con la prima moglie Riccardo non ebbe figli, mentre da Matilde de Lacy ebbe:
- Isabella di Clare (1240 circa - dopo il 1271), sposò Guglielmo VII del Monferrato
- Gilberto di Clare, VII conte di Gloucester e VI conte di Hertford (2 settembre 1243 - 7 dicembre 1295) si sposò in prime nozze con Alice di Lusignano e successivamente con Giovanna Plantageneta figlia di Edoardo I d'Inghilterra
- Tommaso di Clare, signore di Thomond (1245 circa - 29 agosto 1287)
- Bogo de Clare (1248 circa - 1294)
- Margherita di Clare (1250 - 1312 o 1313), sposò Edmondo Plantageneto, II conte di Cornovaglia
- Rohese di Clare (17 ottobre 1252 - dopo il 1316)
- Eglantina di Clare (nata e morta nel 1257)

## Ascendenza
|                                                                 |                      |                                         | Genitori                                   |  |  | Nonni |  |  | Bisnonni                               |  |  | Trisnonni                              |  |
|                                                                 |                      |                                         |                                            |  |  |       |  |  | Ruggero di Clare, II conte di Hertford |  |  | Riccardo di Clare, I conte di Hertford |  |
|                                                                 |                      |                                         |                                            |  |  |       |  |  | Ruggero di Clare, II conte di Hertford |  |  | Riccardo di Clare, I conte di Hertford |  |
|                                                                 |                      | Alice di Gernon                         |                                            |  |  |       |  |  | Ruggero di Clare, II conte di Hertford |  |  |                                        |  |
| Riccardo di Clare, III conte di Hertford                        |                      |                                         |                                            |  |  |       |  |  | Ruggero di Clare, II conte di Hertford |  |  |                                        |  |
|                                                                 |                      | Matilda di Saint-Hilaire                | Giacomo, signore di Saint-Hilaire          |  |  |       |  |  |                                        |  |  |                                        |  |
|                                                                 |                      | Matilda di Saint-Hilaire                | Giacomo, signore di Saint-Hilaire          |  |  |       |  |  |                                        |  |  |                                        |  |
|                                                                 |                      | Matilda di Saint-Hilaire                | Aveline                                    |  |  |       |  |  |                                        |  |  |                                        |  |
| Gilberto di Clare, V conte di Gloucester e IV conte di Hertford |                      | Matilda di Saint-Hilaire                |                                            |  |  |       |  |  |                                        |  |  |                                        |  |
|                                                                 |                      | Guglielmo, II conte di Gloucester       | Roberto, I conte di Gloucester             |  |  |       |  |  |                                        |  |  |                                        |  |
|                                                                 |                      | Guglielmo, II conte di Gloucester       | Roberto, I conte di Gloucester             |  |  |       |  |  |                                        |  |  |                                        |  |
|                                                                 |                      | Guglielmo, II conte di Gloucester       | Mabel Fitzhamon, signora di Gloucester     |  |  |       |  |  |                                        |  |  |                                        |  |
| Amice di Gloucester                                             |                      | Guglielmo, II conte di Gloucester       |                                            |  |  |       |  |  |                                        |  |  |                                        |  |
|                                                                 |                      | Havisa di Beaumont                      | Roberto di Beaumont, II conte di Leicester |  |  |       |  |  |                                        |  |  |                                        |  |
|                                                                 |                      | Havisa di Beaumont                      | Roberto di Beaumont, II conte di Leicester |  |  |       |  |  |                                        |  |  |                                        |  |
|                                                                 |                      | Havisa di Beaumont                      | Amice di Gael                              |  |  |       |  |  |                                        |  |  |                                        |  |
| Riccardo di Clare, VI conte di Gloucester e V conte di Hertford |                      | Havisa di Beaumont                      |                                            |  |  |       |  |  |                                        |  |  |                                        |  |
|                                                                 | Giovanni FitzGilbert | Gilbert Giffard                         |                                            |  |  |       |  |  |                                        |  |  |                                        |  |
|                                                                 | Giovanni FitzGilbert | Gilbert Giffard                         |                                            |  |  |       |  |  |                                        |  |  |                                        |  |
|                                                                 | Giovanni FitzGilbert | Margherita                              |                                            |  |  |       |  |  |                                        |  |  |                                        |  |
| Guglielmo, I conte di Pembroke                                  | Giovanni FitzGilbert |                                         |                                            |  |  |       |  |  |                                        |  |  |                                        |  |
|                                                                 |                      | Sibilla di Salisbury                    | Gualtiero di Salisbury                     |  |  |       |  |  |                                        |  |  |                                        |  |
|                                                                 |                      | Sibilla di Salisbury                    | Gualtiero di Salisbury                     |  |  |       |  |  |                                        |  |  |                                        |  |
|                                                                 |                      | Sibilla di Salisbury                    | Sibilla di Chaworth                        |  |  |       |  |  |                                        |  |  |                                        |  |
| Isabella di Pembroke                                            |                      | Sibilla di Salisbury                    |                                            |  |  |       |  |  |                                        |  |  |                                        |  |
|                                                                 |                      | Riccardo di Clare, II conte di Pembroke | Gilberto di Clare, I conte di Pembroke     |  |  |       |  |  |                                        |  |  |                                        |  |
|                                                                 |                      | Riccardo di Clare, II conte di Pembroke | Gilberto di Clare, I conte di Pembroke     |  |  |       |  |  |                                        |  |  |                                        |  |
|                                                                 |                      | Riccardo di Clare, II conte di Pembroke | Isabella di Beaumont                       |  |  |       |  |  |                                        |  |  |                                        |  |
| Isabella di Clare, IV contessa di Pembroke                      |                      | Riccardo di Clare, II conte di Pembroke |                                            |  |  |       |  |  |                                        |  |  |                                        |  |
|                                                                 |                      | Eva MacMurrough                         | Diarmuid Mac Murchadha Caomhánach          |  |  |       |  |  |                                        |  |  |                                        |  |
|                                                                 |                      | Eva MacMurrough                         | Diarmuid Mac Murchadha Caomhánach          |  |  |       |  |  |                                        |  |  |                                        |  |
|                                                                 |                      | Eva MacMurrough                         | Mór Ní Thuathail                           |  |  |       |  |  |                                        |  |  |                                        |  |
|                                                                 |                      | Eva MacMurrough                         |                                            |  |  |       |  |  |                                        |  |  |                                        |  |